# Keetie van Oosten-Hage Trofee
De Keetie van Oosten-Hage Trofee wordt sinds 1976 jaarlijks uitgereikt aan de beste Nederlandse wielrenster.
Sinds 1955 reikt Club '48 prijzen uit aan Nederlandse renners. Deze club deed dat in eerste instantie alleen aan de beste mannelijke renner van het jaar. Deze prijs wordt de Gerrit Schulte Trofee genoemd. Vanaf 1976 kwam daar een prijs voor de vrouwelijke rensters bij, maar Gerrit Schulte wilde niet dat een vrouw 'zijn' trofee kreeg. Daarom werd deze prijs vernoemd naar Keetie van Oosten-Hage, die de eerste drie jaren zelf tot 'Wielrenster van het Jaar' werd verkozen. Haar zus Heleen Hage won in 1985 en '87. Marianne Vos won de trofee tienmaal. Leontien van Moorsel won hem negenmaal. Zowel Anna van der Breggen als Annemiek van Vleuten wonnen hem viermaal.

## Winnaressen
| - 1976 · Keetie van Oosten-Hage - 1977 · Keetie van Oosten-Hage - 1978 · Keetie van Oosten-Hage - 1979 · Petra de Bruin - 1980 · Petra de Bruin - 1981 · Hennie Top - 1982 · Hennie Top - 1983 · Mieke Havik - 1984 · Mieke Havik - 1985 · Heleen Hage - 1986 · Connie Meijer - 1987 · Heleen Hage - 1988 · Monique Knol - 1989 · Monique Knol - 1990 · Leontien van Moorsel - 1991 · Leontien van Moorsel - 1992 · Ingrid Haringa | - 1993 · Leontien van Moorsel - 1994 · Ingrid Haringa - 1995 · Maria Jongeling - 1996 · Ingrid Haringa - 1997 · Mirella van Melis - 1998 · Leontien van Moorsel - 1999 · Leontien van Moorsel - 2000 · Leontien van Moorsel - 2001 · Leontien van Moorsel - 2002 · Suzanne de Goede - 2003 · Leontien van Moorsel - 2004 · Leontien van Moorsel - 2005 · Suzanne de Goede - 2006 · Marianne Vos - 2007 · Marianne Vos - 2008 · Marianne Vos - 2009 · Marianne Vos | - 2010 · Marianne Vos - 2011 · Marianne Vos - 2012 · Marianne Vos - 2013 · Marianne Vos - 2014 · Marianne Vos - 2015 · Anna van der Breggen - 2016 · Anna van der Breggen - 2017 · Annemiek van Vleuten - 2018 · Anna van der Breggen - 2019 · Annemiek van Vleuten - 2020 · Anna van der Breggen - 2021 · Annemiek van Vleuten - 2022 · Annemiek van Vleuten - 2023 · Demi Vollering - 2024 · Marianne Vos |

### Meervoudige winnaressen
| Aantal | Renster                | Jaren                                   |
| ------ | ---------------------- | --------------------------------------- |
| 10     | Marianne Vos           | 2006-2014, 2024                         |
| 9      | Leontien van Moorsel   | 1990, 1991, 1993, 1998-2001, 2003, 2004 |
| 4      | Anna van der Breggen   | 2015, 2016, 2018, 2020                  |
| 4      | Annemiek van Vleuten   | 2017, 2019, 2021, 2022                  |
| 3      | Keetie van Oosten-Hage | 1976, 1977, 1978                        |
| 3      | Ingrid Haringa         | 1992, 1994, 1996                        |
| 2      | Petra de Bruin         | 1979, 1980                              |
| 2      | Hennie Top             | 1981, 1982                              |
| 2      | Mieke Havik            | 1983, 1984                              |
| 2      | Heleen Hage            | 1985, 1987                              |
| 2      | Monique Knol           | 1988, 1989                              |
| 2      | Suzanne de Goede       | 2002, 2005                              |